# Pedro Nunes (uczony)
Pedro Nunes, Petrus Nonius (1502–1578) – portugalski uczony: matematyk, astronom, lekarz i kartograf. W 1542 roku podał teorię loksodromy. Zajmował się udoskonalaniem wskazań przyrządów pomiarowych. Był królewskim kartografem, profesorem uniwersytetów w Lizbonie i Coimbrze.
Od jego nazwiska pochodzi nazwa noniusz. Przyrząd ten wynalazł francuski matematyk Pierre Vernier w 1631 roku. Swój wynalazek nazwał na cześć Pedro Nunesa, który pierwszy wpadł na pomysł zwiększania dokładności pomiarów dzięki zastosowaniu pomocniczej podziałki, zwiększającej dokładność odczytania na głównej podziałce kreskowej.